# Ceptrot

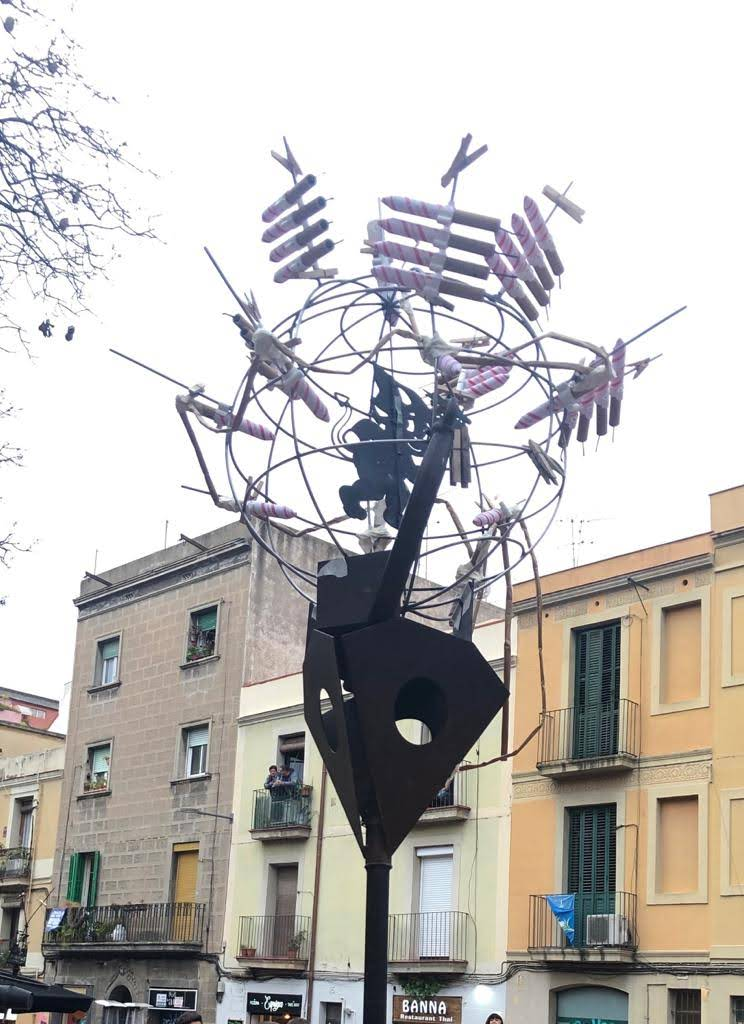
Ceptrot Carregat

Els ceptrots són l'evolució de les forques bàsiques (instrument que utilitzen el diables per tirar petards) Aquests representen diferents personatges de l'Infern, apareixen durant els correfocs quan l'aglomeració de gent és més gran. Fent així un acte de presència substancial.
Es desconeixen els orígens, però segons una foto que es va trobar al Internet, El Ball de diables del Vendrell va poder deduir a quin any es va crear. Aproximadament es va crear als anys 50 a Sant Pere de Ribes, però no es pot confirmar. A la foto es veia que el ceptrot tenia de base, un cilindre, un punt de foc a dalt del tot i màxim es podien carregar unes 15 Carretilles. L'any 2017, El Ball de diables del Vendrell va fer una rèplica exacta del ceptrot que va ser estrenat al "Nostrefoc”.

## Tipus
- Llucifer: Té de base un ratpenat amb quatre punts de foc.
- Diablessa: Té de base una cabra amb tres punts de foc.
- Portaestandard: És una bandera on fica el logotip de la colla. Te dos punts de foc al costat i un punt de foc a dalt del tot.